# École d’ingénieurs ENSIL-ENSCI
Die École d’ingénieurs ENSIL-ENSCI (ehemals École nationale supérieure d’ingénieurs de Limoges und École nationale supérieure de céramique industrielle) ist eine französische Ingenieurhochschule, die 1893 gegründet wurde.
Die Hochschule bildet Ingenieure in den Bereichen Keramik, Werkstoffe, Wassertechnik und Umwelt, Elektronik und Telekommunikation, Mechatronik aus.
Die ENSIL-ENSCI mit Sitz in Limoges ist eine öffentliche Hochschule. Die Hochschule ist ein Mitglied der Universität Limoges.

## Berühmte Absolventen
- Charles Catteau, ein französisch-belgischer Keramiker